# Castel del Piano (Toscane)
Castel del Piano is een gemeente in de Italiaanse provincie Grosseto (regio Toscane) en telt 4517 inwoners (31-12-2004). De oppervlakte bedraagt 67,8 km², de bevolkingsdichtheid is 67 inwoners per km².
De volgende frazioni maken deel uit van de gemeente: Montegiovi en Montenero d'Orcia. Andere kleine località zijn: Casidore, Collevergari, Leccio, Marrona, Piano di Ballo, Tepolini en Prato delle Macinaie.

## Demografie
Castel del Piano telt ongeveer 2031 huishoudens. Het aantal inwoners daalde in de periode 1991-2001 met 1,0% volgens cijfers uit de tienjaarlijkse volkstellingen van ISTAT.
| Jaar | Inwoneraantal |
| ---- | ------------- |
| 1991 | 4376          |
| 2001 | 4331          |

## Geografie
De gemeente ligt op ongeveer 637 meter boven zeeniveau.
Castel del Piano grenst aan de volgende gemeenten: Abbadia San Salvatore (SI), Arcidosso, Castiglione d'Orcia (SI), Cinigiano, Montalcino (SI), Santa Fiora, Seggiano.

## Evenementen
De Palio delle contrade is een paardenrace die plaatsvindt, op 8 september. Het is een belangrijk evenement voor de stad.